# ابوبکر آجری
ابوبکر محمد بن حسین آجُرّی (۸۷۷- ۹۷۰م) فقیه و محدث عراقی در سدهٔ چهارم هجری بود. اهل بغداد بود و همان‌جا علم حدیث فراگرفت و آموزش داد. سپس ساکن مکه شد. «أخلاق العلماء»، «کتاب الأربعین حدیثاً»، «کتاب الشریعة»، «التفرّد و العزلة» از آثار اوست.